# Netherton South Side
Netherton North Side var en civil parish 1866–1955 när det uppgick i Netherton, i grevskapet Northumberland i England. Civil parish var belägen 20 km från Alnwick och hade 41 invånare år 1951.